# Шарононь Сандра
Шарононь Сандра (ерз. Шарононь Сандра, рос. Шаронов Александр Маркович; *18 лютого 1942, Шокша Теньгушевського району Мордовської АРСР) — ерзянський філолог, фіно-угрознавець, історик, фольклорист, літературознавець, філософ, поет і прозаїк. Лауреат Першої літературної премії Товариства М. А. Кастрена (1997, Фінляндія). Провідний науковий співробітник Науково-дослідного інституту гуманітарних наук при Уряді Республіки Мордовія, член Спілки письменників Росії (1999), доктор філологічних наук (2002). Доцент кафедри філософії Мордовського державного університету (1979-2000).
Ерзянин за національністю.
Пише ерзянською та російською мовами.

## Біографія та наукова діяльність
Народився під час Другої світової війни 18 лютого 1942 р. у селі Шокша Теньгушевського району Мордовської АРСР.
Закінчив аспірантуру Науково-дослідницького інституту мови, літератури, історії й економіки при Раді Міністрів Мордовської АРСР (1970—1973). Захистив кандидатську дисертацію на тему «Російсько-мордовські фольклорні відносини. Історичні пісні XVI—XVIII століть».
Протягом 1979—2000 працював у Мордовському державному університеті викладачем кафедри філософії, старшим викладачем кафедри естетики, старшим викладачем, доцентом кафедри російської та зарубіжної літератури.
Опублікував понад 80 наукових робіт, монографію «Мордовський героїчний епос» (2001).
Шарононь Сандра удостоєний звання лауреата Міжнародної книжкової виставки-ярмарки (1995, Москва), лауреата Державної премії Республіки Мордовія (1996), лауреата Першої літературної премії Товариства М. А. Кастрена (1997, Фінляндія).

## Епос «Масторава»
Шарононь Сандра відомий, в першу чергу, як автор ерзянського героїчного епосу «Масторава». Цей твір, заснований на ерзянських та мокшанських міфах, епічних піснях, легендах та оповіданнях, виданий ерзянською (1994), мокшанською (2001) та російською (2003 і 2010) мовами.

## Громадська діяльність
О. М. Шаронов (псевдонім: Шарононь Сандра) є одним із лідерів ерзянського національного руху. Він був делегатом і членом оргкомітету першого з'їзду товариства «Масторава» (1990), першого (1992), другого (1996) і четвертого (2004) з'їздів ерзя-мокшанського народу, делегат VI Всесвітнього конгресу фіно-угорських письменників (2002).
Шарононь Сандра був першим редактором газети «Ерзянь мастор», є членом редколегій журналів «Чилисема» і «Сятко», членом правління Громадського Фонду спасіння ерзянської мови, членом Ради старійшин (ерз. Атянь езем) ерзянського народу.

## Основні публікації
- Устно-поэтическое творчество мордовского народа. Т. 1. Кн. 2. Исторические песни XVI-XVIII веков. — Саранск, 1977. — 352 с.
- Масторава. — Саранск, 1994. — 496 с.
- Мордовский героический эпос: Сюжеты и герои. — Саранск, 2001. — 207 с.
- Масторава (Перевод на мокшанский язык М. С. Моисеева). — Саранск, 2001. — 432 с.
- Масторава (Перевод на русский язык А. М. Шаронова). — Саранск, 2003. — 488 с.
- На земле Инешкипаза. — Саранск, 2006. — 408 с.
- Масторава. Саранск: Эрзянь Мастор, 2010. — 264 с., ил.

### Публікації ерзянською мовою
1. Эрзя-мокшонь героической эпосось ды Тюштя инязоронь образось // Сятко, 1979, № 5. - С. 69-71.
2. Косат тон,Тюштя? // Сятко, 2000. № 12. - С. 99-108.
3. Масторонь чачома // Сятко, 2001. № 5. - С. 99-107.
4. Пазонь пусмо // Сятко, 2001. № 12. - С. 81-85.
5. Масторава. Саранск: Эрзянь Мастор, 2010. 264 с.: ил.